# Aegidius Albertinus
Aegidius Albertinus (gelatiniseerde vorm van vermoedelijk Jelle/Gilles Albertz.) (Deventer, 1560 – München, 9 maart 1620) was vertaler en onder meer secretaris en bibliothecaris aan het hof van de hertog van Beieren in München.

## Biografie
Van voor 1593 zijn geen bronnen bekend die met zekerheid op Albertinus zijn terug te voeren. Uit zijn eigen en andere teksten kan worden geconcludeerd dat hij van Nederlandse komaf was; hij had contacten met andere Nederlanders in Zuid-Nederland en München. In de kopergravure die Lucas Kilian in 1630 vervaardigde, wordt vermeld dat hij in 1560 in Deventer werd geboren. In notulen van het Deventer stadsbestuur uit 1580 wordt gesproken over een overleden Willem Alberts van wie de kinderen in Oostenrijk verbleven; deze zouden mogelijkerwijs op Aegidius Albertinus kunnen duiden. Het geboortejaar en de geboorteplaats uit de kopergravure worden ondanks het gebrek aan bronnen algemeen aanvaard. 
Ook over de scholing van Albertinus zijn geen directe vermeldingen. Als hij daadwerkelijk in Deventer geboren is en daar ook opgroeide, zal hij – gebaseerd op zijn kennis en vaardigheden – de Latijnse School aldaar moeten hebben gevolgd. Het kan zijn dat hij Deventer onder druk van het calvinisme heeft moeten verlaten. Uit zijn werk blijkt dat hij hoogopgeleid en breed opgeleid was; hij was een polyglot en veelzijdig intellect. Hij sprak naast Nederlands en Duits ook vloeiend Latijn, Frans, Spaans en Italiaans. De drie laatstgenoemde talen heeft hij vermoedelijk in de praktijk aangeleerd. Daarnaast geeft zijn oeuvre blijk van filosofische en theologische kennis en beheersing van bijhorend jargon, met daarbij de capaciteit om vanuit verschillende werken een nieuw, eigen werk te creëren.
Aangenomen wordt dat Albertinus aan hofhoudingen in verschillende landen zoals Spanje, Portugal en Italië heeft gediend, waar hij de brede talenkennis zou hebben opgedaan. De leus "Lustravi terras, vixi Magnatibus Orbis" op de kopergravure duidt erop dat hij in diverse landen heeft gewoond. Er is gesteld dat Albertinus secretaris was van Albrecht van Oostenrijk, die aan het Spaanse hof was opgegroeid en in 1583 onderkoning van Portugal werd. In de latere periode voor 1593 verbleef hij vermoedelijk in het Prinsaartsbisdom Salzburg, zoals blijkt uit een latere brief en dedicaties. In 1593 werd Albertinus benoemd tot kanselier aan het hertogelijk hof van Beieren in München onder hertog Willem V. In hetzelfde jaar trouwde hij met Maria Glöckler, met wie hij meerdere kinderen kreeg. Hij bekleedde diverse functies aan het hof tot zijn dood in 1620.

## Werk
Bijna alle geschriften van Albertinus betreffen vertalingen van werken uit het Frans, Spaans, Italiaans en Latijn. In de tijd die hij diende aan het hof van de hertog van Beieren schreef hij meer dan tweeënvijftig boeken, die elk tussen de tweehonderd en vele honderden pagina's telden. Onder de vertalingen waren er meerdere van de Spaanse kroniekschrijver Antonio de Guevara. Een (onvolledige) beschrijving van Albertinus' werken is samengesteld door Professor Guilaume van Gemert in zijn proefschrift Die Werke des Ægidius Albertinus (1560-1620).

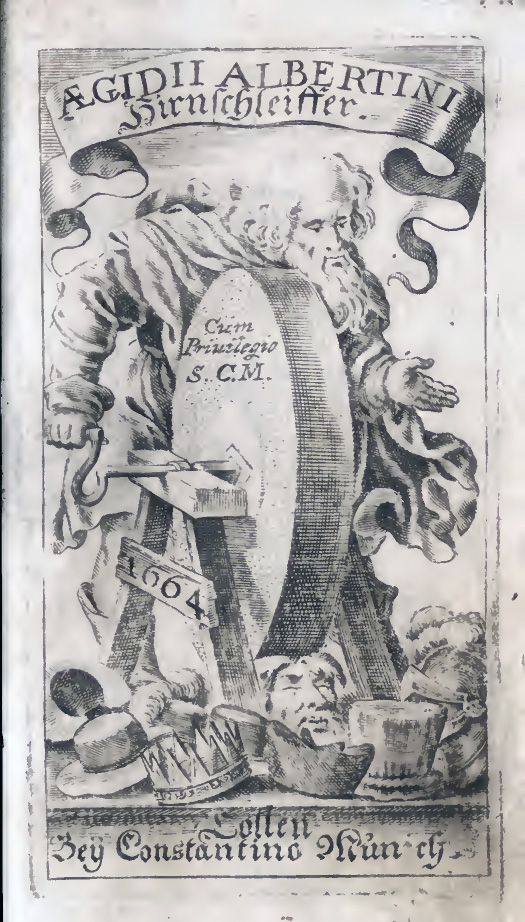
Hirnschleiffer (uitgave Keulen: Constantin München (1664)) is beschikbaar als pdf op Wikimedia Commons

Van een klein aantal werken waarvan gedurende lange tijd werd aangenomen dat hij ze wel zelf had geschreven, is later alsnog vastgesteld dat het om uit verschillende bronnen samengestelde werken gaat. Dit betreft onder meer zijn bekende, atypische emblemataboek Hirnschleiffer uit 1618, waarin ten minste tien zinnebeelden van Roemer Visscher van bijpassende, Bijbels-moralistische verhalen zijn voorzien.
Albertinus kreeg van romanist Karl von Reinhardstöttner (1847–1909) de bijnaam 'Vader van de Duitse schelmenroman' mee, vanwege de introductie van dat genre in Duitsland met zijn vertaling van het boek Guzmán de Alfarache van de Spanjaard Mateo Alemán. Zoals veel vertalingen was ook deze, die onder de titel Der Landstörtzer Gusman von Alfarche oder Picaro verscheen, geen letterlijke overzetting in het Duits. Na de eerste helft van Alemáns werk verwerkte Albertinus een vervolg van de Spaanse schrijver Juan Martí. Vervolgens implementeerde Albertinus diverse andere teksten en voegde hij ten slotte zijn eigen ideeën toe aan het verhaal. Albertinus' werk legde een duidelijke basis voor de, in de Duitse literatuur belanghebbende, schelmenroman Der abenteuerliche Simplicissimus van schrijver Hans Jakob Christoffel von Grimmelshausen (1621–1676). Von Grimmelhausen, die zelf geen Spaans kon, haalde in verschillende van zijn boeken Albertinus aan als zijn belangrijkste inspirator.

## Opperduits
Hoewel Albertinus oorspronkelijk niet uit München kwam, worden zijn teksten literair beschouwd als typisch voor het hertogelijk hof en deze tijdsperiode. Germanist Rochus von Liliencron (1820–1912) merkte op dat de contrareformatische Albertinus consequent een ontwikkelde vorm van het Opperduits gebruikte, terwijl in geschriften van volgelingen van Maarten Luther en de Reformatie het Opperduits juist grotendeels verdwenen was. Dit was vermoedelijk een bewuste manier van de contrareformanten om zich af te zetten tegen de reformanten. Albertinus wordt hierom als een van de pioniers van het Opperduits gezien.